# 底层阶级

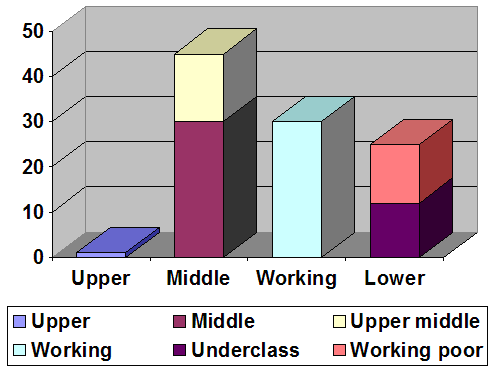
丹尼斯·吉尔伯特等社会学家使用“底层阶级”一词来描述社会经济地位最弱势、最难获得稀缺资源的群体。吉尔伯特绘制的这张图表估计，底层阶级约占美国家庭总数的12%（1998年）。

底层阶级（英語：Underclass）是指在阶级制度中处于最低层地位的人口群体，低于工人阶级的核心部分或是广义上的下层阶级（lower class）。这一阶级群体通常被认为与社会其他部分相隔绝。
阶级体系中存在比工人阶级更为底层群体的普遍观念在社会科学领域由来已久（例如“流氓无产阶级”的概念）。但“底层阶级”这一词在20世纪下半叶才开始流行，最初是由研究美国贫困问题的社会科学家提出，后来由美国记者提出。
底层阶级的概念一直是社会科学家争论的焦点。关于底层阶级的定义和解释，以及管理或解决底层阶级问题的建议，一直备受争议。